# 上户沟哈萨克族乡
上户沟哈萨克族乡（維吾爾語：شاڭخۇگۇ قازاق يېزىسى‎）是中华人民共和国新疆维吾尔自治区昌吉回族自治州阜康市下辖的一个民族乡。

## 行政区划
上户沟哈萨克族乡下辖以下村级行政区划单位：
西沟村、底沟村、黄山村、白杨河村、东湾村和小泉村。